# Liste der Naturdenkmäler in Battenberg (Eder)
Die Liste der Naturdenkmäler in Battenberg (Eder) nennt die in der Stadt Battenberg (Eder) im Landkreis Waldeck-Frankenberg in Hessen gelegenen Naturdenkmäler. Sie sind nach den §§ 28, 22 des Hessischen Gesetzes über Naturschutz und Landschaftspflege sowie § 12 des Hessischen Ausführungsgesetzes zum Bundesnaturschutzgesetz geschützt.
| Bild | Bezeichnung                    | Ortsteil, Lage                           | Beschreibung | Art          | Nr.    |
| ---- | ------------------------------ | ---------------------------------------- | --- | ------------ | ------ |
| BW   | Auhammer                       | Battenberg 51° 2′ 15,4″ N, 8° 37′ 6,4″ O | 0,82 Hektar großes artenreiches Magergrünland nördlich von Battenberg.                                                         |              | 03 001 |
| BW   | Dorflinden                     | Laisa 50° 59′ 45,6″ N, 8° 37′ 53,4″ O    | Zwei Kirchenlinden auf dem Kirchplatz vor dem Eingang der Kirche.                                                              | Linde        | 03 002 |
| BW   | Traubeneiche am Sportplatz     | Laisa 50° 59′ 32,6″ N, 8° 37′ 40,8″ O    | Alte Eiche westlich am Sportplatz.                                                                                             | Traubeneiche | 03 003 |
| BW   | Feuchtwiese mit Amphibienteich | Laisa 50° 59′ 1,6″ N, 8° 37′ 21,2″ O     | 1,62 Hektar großer Frisch- und Naßwiesenkomplex mit Amphibiengewässer „Auf dem roten Bruch“, ca. 1,3 km südwestlich von Laisa. | Feuchtwiese  | 03 004 |

## Belege
1. ↑  
Anlage 1 zur Verordnung zum Schutze der Naturdenkmäler im Landkreis Waldeck-Frankenberg. (PDF; 374 kB) Landkreis Waldeck-Frankenberg, 18. März 2013, abgerufen am 10. Juni 2022.
2. ↑  
Verordnung zum Schutze der Naturdenkmäler im Landkreis Waldeck-Frankenberg. (pdf; 1,42 MB) Landkreis Waldeck-Frankenberg, 18. März 2013, abgerufen am 24. Januar 2016.
3. ↑  Details 03 001
4. ↑  Details 03 002
5. ↑  Details 03 003
6. ↑  Details 03 004

- Karte mit allen Koordinaten:
- OSM |
- WikiMap